# Birch
Birch er et efternavn, der henviser til blandt andre:
- Andreas Birch (1758-1829) – den første biskop over Lolland-Falsters Stift og senere Aarhus Stift
- Andreas Birch (mineralog) (1716-1763) – dansk mineralog
- Anne Birch, née Birch Jørgensen (1945-1985) – dansk skuespillerinde
- August Birch (1862-1926) – politiker (Venstre), medlem af Folketinget og Landstinget
- Carl Christian Laurentius Birch (1753-1808) – en dansk præst
- Christian Birch (1760-1829) – dansk embedsmand
- David Seidelin Birch (1780-1854) – dansk præst
- Diane Birch (født 1983) – amerikansk singer-songwriter.
- F.C.C. Birch (1812-1889) – dansk skolemand og pædagog (Frederik Christian Carl Birch)
- Frederik Sneedorff Birch (1805-1869) – dansk forfatter og folkemindesamler
- Halvor Birch (1885-1962) – dansk gymnast medlem af Handelsstandens Gymnastikforening i København
- Hans Jørgen Birch (1750-1795) – dansk præst
- Henrik Birch (født 1956) – dansk skuespiller. Gift med scenograf Louise Beck
- Martin Birch (født 1948) – britisk musikproducer
- Niels Birch
- Paul Hansen Birch (1788-1863) – norsk officer
- Samuel Birch(en) (1813-1885) – engelsk sprogforsker og arkæolog
- Thomas Birch(en) (1705-1766) – engelsk biograf og historiker
- Ulrik (Johan Carl) Birch (1883-1913) – dansk flyvepioner
- Vilhelm Birch
- Vilhelm Ludvig Birch (1817-1871) – dansk guvernør over Dansk Vestindien og bror til rektor Frederik Christian Carl Birch